# Championnat du monde de Formule 1 1994
Navigation
1993 1995
Le championnat du monde de Formule 1 1994 est une compétition automobile de Formule 1 disputée en seize Grand Prix du 27 mars au 13 novembre. Il est remporté par l'Allemand Michael Schumacher sur une Benetton-Ford. Williams remporte le championnat du monde des constructeurs. Il est marqué par plusieurs drames, et particulièrement par le décès en course du triple champion du monde Ayrton Senna. 
Cette saison marque le retour des ravitaillements en course et inaugure l'interdiction des assistances électroniques au pilotage, ce qui rend les Formule 1 plus difficiles à piloter que par le passé, notamment la Williams d'Ayrton Senna qui a rejoint l'écurie championne du monde en titre, en remplacement du retraité Alain Prost. Si le triple champion du monde brésilien réalise les trois premières pole positions de la saison et porte son record à 65 départs en tête, la lutte est plus serrée en course avec Michael Schumacher qui au volant d'une Benetton-Ford très performante, remporte les deux premiers Grand Prix de l'année.
La saison est marquée par plusieurs drames. Le Grand Prix de Saint-Marin, troisième manche, est le théâtre du décès du pilote autrichien Roland Ratzenberger sur Simtek lors des qualifications. Le lendemain 1er mai 1994, au septième tour de ce Grand Prix disputé sur le circuit d'Imola, à la suite d'une rupture de sa colonne de direction, Ayrton Senna perd le contrôle de sa Williams-Renault dans la courbe rapide de Tamburello et est victime d'un accident mortel. D'autres graves accidents se produisent durant la saison, notamment celui de Karl Wendlinger à Monaco.
Michael Schumacher favori pour remporter son premier titre mondial, connaît de multiples ennuis avec le pouvoir sportif qui retardent l'échéance. À Silverstone, il finit deuxième mais est disqualifié pour non-respect d'une pénalité et suspendu pour deux courses ; il est par la suite privé de sa victoire en Belgique pour non-conformité de son fond plat.
Il se présente au dernier Grand Prix à Adelaïde avec sept victoires et un point d'avance sur Damon Hill (Williams-Renault) qui s'est imposé six fois. Le titre se joue sur un accrochage entre les deux pilotes et un double abandon, dont beaucoup d'observateurs rendent le pilote allemand responsable. Michael Schumacher est sacré pour la première fois de sa carrière en conservant ce point d'avance.
Si Ayrton Senna n'a pas pu marquer de point pour son écurie, Williams, grâce à Damon Hill, David Coulthard et Nigel Mansell rappelé en fin de saison, remporte son troisième titre consécutif de champion des constructeurs, le septième depuis ses débuts en 1975.

## Repères

### Pilotes
Débuts en tant que pilote-titulaire : 
- Jos Verstappen chez Benetton.
- Olivier Beretta chez Larrousse.
- Olivier Panis chez Ligier.
- Heinz-Harald Frentzen chez Sauber.
- Roland Ratzenberger chez Simtek.
- David Coulthard chez Williams en remplacement d'Ayrton Senna décédé lors du GP de Saint-Marin pour les GP d'Espagne et du Canada puis du GP de Grande-Bretagne au GP du Portugal.
- Philippe Adams chez Lotus, il concourut pour les GP de Belgique et de Portugal à la place d'Alessandro Zanardi.
- Mika Salo chez Lotus, il remplaça Éric Bernard pour les deux derniers Grands Prix de la saison.
- Hideki Noda chez Larrousse, il suppléa Yannick Dalmas pour les trois derniers Grands Prix de la saison.
- Jean-Denis Delétraz chez Larrousse en remplacement d'Erik Comas, qui s'était retiré de la Formule 1, pour le GP d'Australie.
- Franck Lagorce chez Ligier, il remplaça Johnny Herbert pour les deux derniers Grands Prix de la saison.
- Andrea Montermini chez Simtek en remplacement de Roland Ratzenberger décédé durant les qualifications du GP de Saint-Marin pour le GP d'Espagne
- Domenico Schiattarella chez Simtek pour suppléer Jean-Marc Gounon pour les GP d'Europe et d'Australie.
- Taki Inoue chez Simtek qui permutait avec Domenico Schiattarella pour pouvoir concourir pour son GP national.

 Transferts : 
- Ayrton Senna quitte McLaren pour Williams.
- Mark Blundell quitte Ligier pour Tyrrell.
- Martin Brundle quitte Ligier pour McLaren.
- Michele Alboreto quitte Scuderia Italia pour Minardi.
- Luca Badoer quitte Scuderia Italia pour devenir le pilote de réserve de Minardi.

 Retraits : 
- Alain Prost (quadruple champion du monde en 1985, 1986, 1989 et 1993, 199 GP, 106 podiums, 51 victoires et 798,5 points entre 1980 et 1993).
- Riccardo Patrese (256 GP, 8 pole positions, 37 podiums, 6 victoires et 281 points entre 1977 et 1993).
- Michael Andretti (13 GP, 1 podium et 7 points en 1993).
- Derek Warwick (146 GP, 4 podiums et 71 points entre 1981 et 1993).
- Ivan Capelli (93 GP, 3 podiums et 31 points entre 1985 et 1993).
- Thierry Boutsen (163 GP, 1 pole position, 15 podiums, 3 victoires et 132 points entre 1983 et 1993).
- Marco Apicella (1 GP en 1993).
- Emanuele Naspetti (6 GP en 1992 et 1993).
- Toshio Suzuki (2 GP en 1993).
- Fabrizio Barbazza (8 GP et 2 points en 1991 et 1993).

 Retours : 
- Christian Fittipaldi (24 GP et 6 points en 1992 et 1993) chez Arrows.
- Gianni Morbidelli (34 GP et 0,5 points entre 1990 et 1992) chez Arrows.
- Éric Bernard (31 GP et 6 points entre 1989 et 1991) chez Ligier.
- Paul Belmondo (5 GP en 1991) chez Pacific.
- Bertrand Gachot (31 GP et 5 points entre 1989 et 1992) chez Pacific.

 Transferts en cours de saison : 
- Philippe Alliot transféré de McLaren à Larrousse pour remplacer Olivier Beretta.
- Échange entre Johnny Herbert (Lotus) et Éric Bernard (Ligier).
- Johnny Herbert transféré de Ligier à Benetton pour suppléer Jos Verstappen.

 Retours en cours de saison : 
- JJ Lehto chez Benetton de Saint-Marin au Canada à la place de Jos Verstappen, en Italie et au Portugal pour remplacer Michael Schumacher suspendu, et chez Sauber pour les deux derniers Grands Prix de la saison pour suppléer Andrea De Cesaris.
- Nigel Mansell chez Williams en permutation avec David Coulthard.
- Philippe Alliot chez McLaren Racing pour le GP de Hongrie pour pallier l'absence de Mika Häkkinen suspendu.
- Alessandro Zanardi chez Lotus à partir du GP d'Espagne pour remplacer Pedro Lamy gravement blessé. Il permutera sa place avec Philippe Adams.
- Aguri Suzuki chez Jordan pour le GP du Pacifique à la place d'Eddie Irvine suspendu.
- Andrea De Cesaris d'abord chez Jordan pour le Grand Prix de Saint-Marin et celui de Monaco pour suppléer Eddie Irvine suspendu, puis chez Sauber du Canada à l'Europe pour remplacer Karl Wendlinger blessé.
- Yannick Dalmas chez Larrousse pour le GP d'Italie et le GP du Portugal à la place de Philippe Alliot.
- Nicola Larini chez Ferrari pour le GP du Pacifique et le GP de Saint-Marin pour pallier l'absence de Jean Alesi blessé.
- Jean-Marc Gounon chez Simtek du GP de France au GP du Portugal à la place d'Andrea Montermini blessé.

### Écuries
- L'écurie Scuderia Italia se retire du championnat.
- Les écuries Simtek et Pacific intègrent le championnat.
- L'écurie Footwork redevient l'écurie Arrows.
- Fournitures de moteurs Peugeot pour l'écurie McLaren.
- Fournitures de moteurs Ford Cosworth pour les écuries Arrows et Simtek.
- Fournitures de moteurs Mugen-Honda pour l'écurie Lotus.
- Fournitures de moteurs Mercedes pour l'écurie Sauber.
- Fournitures de moteurs Ilmor pour l'écurie Pacific.

### Circuits
- Suppression du Grand Prix d'Afrique du Sud du championnat.
- Apparition du Grand Prix du Pacifique se déroulant à Aida au début du calendrier.
- Le Grand Prix d'Europe se déroulera à Jerez au lieu de Donington.

## Règlement sportif: les nouveautés
- La liste des engagés ne comportant que 28 voitures, il n'est pas nécessaire de recourir aux séances de préqualification.

## Règlement technique: les nouveautés
- Interdiction des systèmes de suspensions actives.
- Interdiction des systèmes d'antipatinage.
- Interdiction des systèmes d'antiblocage des roues.
- Interdiction des systèmes d'assistance à la direction.
- Interdiction des boîtes de vitesses automatiques à passage programmé.
- Interdiction des systèmes d'accélérateur électronique (fly-by-wire).
- Le carburant est choisi par chaque écurie respectant les spécifications suivantes 102 RON et 90 MON maximum. Autorisation des carburants à l'alcool, interdiction d'additifs à base de peroxydes ou de composés nitrooxydés, réfrigération du carburant interdite.
- Réservoir de carburant de 200 litres au minimum et ravitaillements en courses autorisés.

## Pilotes et monoplaces
| Écurie                                          | Constructeur | Châssis        | Moteur           | Pneus | no | Pilotes                | Pilotes d'essais et de réserve                    |
| ----------------------------------------------- | ------------ | -------------- | ---------------- | ----- | -- | ---------------------- | ------------------------------------------------- |
| Rothmans Williams Renault                       | Williams     | FW16           | Renault V10      | G     | 0  | Damon Hill             | David Coulthard Jean-Christophe Boullion          |
| Rothmans Williams Renault                       | Williams     | FW16           | Renault V10      | G     | 2  | Ayrton Senna           | David Coulthard Jean-Christophe Boullion          |
| Rothmans Williams Renault                       | Williams     | FW16           | Renault V10      | G     | 2  | David Coulthard        | David Coulthard Jean-Christophe Boullion          |
| Rothmans Williams Renault                       | Williams     | FW16           | Renault V10      | G     | 2  | Nigel Mansell          | David Coulthard Jean-Christophe Boullion          |
| Tyrrell Racing Organisation                     | Tyrrell      | 022            | Yamaha V10       | G     | 3  | Ukyo Katayama          | n/a                                               |
| Tyrrell Racing Organisation                     | Tyrrell      | 022            | Yamaha V10       | G     | 4  | Mark Blundell          | n/a                                               |
| Mild Seven Benetton Ford                        | Benetton     | B194           | Ford Cosworth V8 | G     | 5  | Michael Schumacher     | Jos Verstappen Paul Tracy Jordi Gené Allan McNish |
| Mild Seven Benetton Ford                        | Benetton     | B194           | Ford Cosworth V8 | G     | 5  | Jyrki Järvilehto       | Jos Verstappen Paul Tracy Jordi Gené Allan McNish |
| Mild Seven Benetton Ford                        | Benetton     | B194           | Ford Cosworth V8 | G     | 6  | Jos Verstappen         | Jos Verstappen Paul Tracy Jordi Gené Allan McNish |
| Mild Seven Benetton Ford                        | Benetton     | B194           | Ford Cosworth V8 | G     | 6  | Jyrki Järvilehto       | Jos Verstappen Paul Tracy Jordi Gené Allan McNish |
| Mild Seven Benetton Ford                        | Benetton     | B194           | Ford Cosworth V8 | G     | 6  | Johnny Herbert         | Jos Verstappen Paul Tracy Jordi Gené Allan McNish |
| Marlboro McLaren Peugeot                        | McLaren      | MP4/9          | Peugeot V10      | G     | 7  | Mika Häkkinen          | Philippe Alliot Jan Magnussen                     |
| Marlboro McLaren Peugeot                        | McLaren      | MP4/9          | Peugeot V10      | G     | 7  | Philippe Alliot        | Philippe Alliot Jan Magnussen                     |
| Marlboro McLaren Peugeot                        | McLaren      | MP4/9          | Peugeot V10      | G     | 8  | Martin Brundle         | Philippe Alliot Jan Magnussen                     |
| Footwork Ford                                   | Arrows       | FA15           | Ford Cosworth V8 | G     | 9  | Christian Fittipaldi   | n/a                                               |
| Footwork Ford                                   | Arrows       | FA15           | Ford Cosworth V8 | G     | 10 | Gianni Morbidelli      | n/a                                               |
| Team Lotus                                      | Lotus        | 107C           | Mugen-Honda V8   | G     | 11 | Pedro Lamy             | Warren Hughes Max Papis Alessandro Zanardi        |
| Team Lotus                                      | Lotus        | 107C           | Mugen-Honda V8   | G     | 11 | Alessandro Zanardi     | Warren Hughes Max Papis Alessandro Zanardi        |
| Team Lotus                                      | Lotus        | 107C           | Mugen-Honda V8   | G     | 11 | Philippe Adams         | Warren Hughes Max Papis Alessandro Zanardi        |
| Team Lotus                                      | Lotus        | 107C           | Mugen-Honda V8   | G     | 11 | Éric Bernard           | Warren Hughes Max Papis Alessandro Zanardi        |
| Team Lotus                                      | Lotus        | 107C           | Mugen-Honda V8   | G     | 11 | Mika Salo              | Warren Hughes Max Papis Alessandro Zanardi        |
| Team Lotus                                      | Lotus        | 107C           | Mugen-Honda V8   | G     | 12 | Johnny Herbert         | Warren Hughes Max Papis Alessandro Zanardi        |
| Team Lotus                                      | Lotus        | 107C           | Mugen-Honda V8   | G     | 12 | Alessandro Zanardi     | Warren Hughes Max Papis Alessandro Zanardi        |
| Sasol Jordan                                    | Jordan       | 194            | Hart V10         | G     | 14 | Rubens Barrichello     | Kelvin Burt Laurent Aïello                        |
| Sasol Jordan                                    | Jordan       | 194            | Hart V10         | G     | 15 | Eddie Irvine           | Kelvin Burt Laurent Aïello                        |
| Sasol Jordan                                    | Jordan       | 194            | Hart V10         | G     | 15 | Aguri Suzuki           | Kelvin Burt Laurent Aïello                        |
| Sasol Jordan                                    | Jordan       | 194            | Hart V10         | G     | 15 | Andrea De Cesaris      | Kelvin Burt Laurent Aïello                        |
| Tourtel Larrousse F1                            | Larrousse    | LH94           | Ford Cosworth V8 | G     | 19 | Olivier Beretta        | Emmanuel Clérico                                  |
| Tourtel Larrousse F1                            | Larrousse    | LH94           | Ford Cosworth V8 | G     | 19 | Philippe Alliot        | Emmanuel Clérico                                  |
| Tourtel Larrousse F1                            | Larrousse    | LH94           | Ford Cosworth V8 | G     | 19 | Yannick Dalmas         | Emmanuel Clérico                                  |
| Tourtel Larrousse F1                            | Larrousse    | LH94           | Ford Cosworth V8 | G     | 19 | Hideki Noda            | Emmanuel Clérico                                  |
| Tourtel Larrousse F1                            | Larrousse    | LH94           | Ford Cosworth V8 | G     | 20 | Erik Comas             | Emmanuel Clérico                                  |
| Tourtel Larrousse F1                            | Larrousse    | LH94           | Ford Cosworth V8 | G     | 20 | Jean-Denis Delétraz    | Emmanuel Clérico                                  |
| Minardi Scuderia Italia                         | Minardi      | M193B          | Ford Cosworth V8 | G     | 23 | Pierluigi Martini      | Luca Badoer                                       |
| Minardi Scuderia Italia                         | Minardi      | M193B          | Ford Cosworth V8 | G     | 24 | Michele Alboreto       | Luca Badoer                                       |
| Ligier Gitanes Blondes                          | Ligier       | JS39B          | Renault V10      | G     | 25 | Éric Bernard           | Franck Lagorce Jörg Müller Max Papis              |
| Ligier Gitanes Blondes                          | Ligier       | JS39B          | Renault V10      | G     | 25 | Johnny Herbert         | Franck Lagorce Jörg Müller Max Papis              |
| Ligier Gitanes Blondes                          | Ligier       | JS39B          | Renault V10      | G     | 25 | Franck Lagorce         | Franck Lagorce Jörg Müller Max Papis              |
| Ligier Gitanes Blondes                          | Ligier       | JS39B          | Renault V10      | G     | 26 | Olivier Panis          | Franck Lagorce Jörg Müller Max Papis              |
| Scuderia Ferrari                                | Ferrari      | 412 T1 412 T1B | Ferrari V12      | G     | 27 | Jean Alesi             | Nicola Larini                                     |
| Scuderia Ferrari                                | Ferrari      | 412 T1 412 T1B | Ferrari V12      | G     | 27 | Nicola Larini          | Nicola Larini                                     |
| Scuderia Ferrari                                | Ferrari      | 412 T1 412 T1B | Ferrari V12      | G     | 28 | Gerhard Berger         | Nicola Larini                                     |
| Broker Sauber Mercedes                          | Sauber       | C13            | Mercedes V10     | G     | 29 | Karl Wendlinger        | n/a                                               |
| Broker Sauber Mercedes                          | Sauber       | C13            | Mercedes V10     | G     | 29 | Andrea De Cesaris      | n/a                                               |
| Broker Sauber Mercedes                          | Sauber       | C13            | Mercedes V10     | G     | 29 | Jyrki Järvilehto       | n/a                                               |
| Broker Sauber Mercedes                          | Sauber       | C13            | Mercedes V10     | G     | 30 | Heinz-Harald Frentzen  | n/a                                               |
| MTV Simtek Ford                                 | Simtek       | S941           | Ford Cosworth V8 | G     | 31 | David Brabham          | Andrea Montermini                                 |
| MTV Simtek Ford                                 | Simtek       | S941           | Ford Cosworth V8 | G     | 32 | Roland Ratzenberger    | Andrea Montermini                                 |
| MTV Simtek Ford                                 | Simtek       | S941           | Ford Cosworth V8 | G     | 32 | Andrea Montermini      | Andrea Montermini                                 |
| MTV Simtek Ford                                 | Simtek       | S941           | Ford Cosworth V8 | G     | 32 | Jean-Marc Gounon       | Andrea Montermini                                 |
| MTV Simtek Ford                                 | Simtek       | S941           | Ford Cosworth V8 | G     | 32 | Domenico Schiattarella | Andrea Montermini                                 |
| MTV Simtek Ford                                 | Simtek       | S941           | Ford Cosworth V8 | G     | 32 | Taki Inoue             | Andrea Montermini                                 |
| Pacific Grand Prix Ltd Ursus Pacific Grand Prix | Pacific      | PR01           | Ilmor V10        | G     | 33 | Paul Belmondo          | Giovanni Lavaggi Oliver Gavin                     |
| Pacific Grand Prix Ltd Ursus Pacific Grand Prix | Pacific      | PR01           | Ilmor V10        | G     | 34 | Bertrand Gachot        | Giovanni Lavaggi Oliver Gavin                     |

## Grands Prix de la saison 1994
| no  | Date         | Grand Prix                    | Lieu              | Vainqueur          | Écurie           | Pole position      | Record du tour     | Résumé |
| --- | ------------ | ----------------------------- | ----------------- | ------------------ | ---------------- | ------------------ | ------------------ | ------ |
| 549 | 27 mars      | Grand Prix du Brésil          | Interlagos        | Michael Schumacher | Benetton-Ford    | Ayrton Senna       | Michael Schumacher | Résumé |
| 550 | 17 avril     | Grand Prix du Pacifique       | Aida              | Michael Schumacher | Benetton-Ford    | Ayrton Senna       | Michael Schumacher | Résumé |
| 551 | 1er mai      | Grand Prix de Saint-Marin     | Imola             | Michael Schumacher | Benetton-Ford    | Ayrton Senna       | Damon Hill         | Résumé |
| 552 | 15 mai       | Grand Prix de Monaco          | Monaco            | Michael Schumacher | Benetton-Ford    | Michael Schumacher | Michael Schumacher | Résumé |
| 553 | 29 mai       | Grand Prix d'Espagne          | Barcelone         | Damon Hill         | Williams-Renault | Michael Schumacher | Michael Schumacher | Résumé |
| 554 | 12 juin      | Grand Prix du Canada          | Montréal          | Michael Schumacher | Benetton-Ford    | Michael Schumacher | Michael Schumacher | Résumé |
| 555 | 3 juillet    | Grand Prix de France          | Magny-Cours       | Michael Schumacher | Benetton-Ford    | Damon Hill         | Damon Hill         | Résumé |
| 556 | 10 juillet   | Grand Prix de Grande-Bretagne | Silverstone       | Damon Hill         | Williams-Renault | Damon Hill         | Damon Hill         | Résumé |
| 557 | 31 juillet   | Grand Prix d'Allemagne        | Hockenheim        | Gerhard Berger     | Ferrari          | Gerhard Berger     | David Coulthard    | Résumé |
| 558 | 14 août      | Grand Prix de Hongrie         | Budapest          | Michael Schumacher | Benetton-Ford    | Michael Schumacher | Michael Schumacher | Résumé |
| 559 | 28 août      | Grand Prix de Belgique        | Spa-Francorchamps | Damon Hill         | Williams-Renault | Rubens Barrichello | Damon Hill         | Résumé |
| 560 | 11 septembre | Grand Prix d'Italie           | Monza             | Damon Hill         | Williams-Renault | Jean Alesi         | Damon Hill         | Résumé |
| 561 | 25 septembre | Grand Prix du Portugal        | Estoril           | Damon Hill         | Williams-Renault | Gerhard Berger     | David Coulthard    | Résumé |
| 562 | 16 octobre   | Grand Prix d'Europe           | Jerez             | Michael Schumacher | Benetton-Ford    | Michael Schumacher | Michael Schumacher | Résumé |
| 563 | 6 novembre   | Grand Prix du Japon           | Suzuka            | Damon Hill         | Williams-Renault | Michael Schumacher | Damon Hill         | Résumé |
| 564 | 13 novembre  | Grand Prix d'Australie        | Adélaïde          | Nigel Mansell      | Williams-Renault | Nigel Mansell      | Michael Schumacher | Résumé |

## Résumé du championnat du monde 1994
En début de saison, Ayrton Senna est le grand favori au volant de sa nouvelle voiture, la Williams. De nombreux changements de règlements ont lieu, comme l'autorisation des ravitaillements ou l'interdiction des aides électroniques. Au Brésil, Senna est opposé au jeune Allemand Michael Schumacher qui l'emporte grâce aux ravitaillements, alors que Senna est parti à la faute. L'Allemand récidive sur le nouveau circuit d'Aïda, alors que Senna n'a pas été plus loin que le premier virage. Puis vient le grand-prix de Saint-Marin à Imola, l'un des week-ends les plus noirs de l'histoire de la F1. Le vendredi, Rubens Barrichello est victime d'un grave accident à la suite d'une crevaison. Le lendemain, Roland Ratzenberger se tue à la suite de la perte d'un élément sur l'aileron avant de sa voiture. Le dimanche est fatal à Ayrton Senna victime de la casse de sa colonne de direction. Plusieurs autres incidents ont émaillé le week-end (accrochage Lehto-Lamy au départ, accident dans les stands blessant des mécaniciens). Cette série noire a été précédée par les accidents de Lehto durant l'intersaison, de Jean Alesi à Fiorano en essais privés avant Aïda et sera suivie par les accidents de Karl Wendlinger à Monaco, Pedro Lamy en essais privés à Silverstone, puis Andrea Montermini à Barcelone. Schumacher l'a remporté à Imola, Monaco et Montréal, Damon Hill s'impose en Espagne, mais la priorité est donnée à la sécurité et plusieurs mesures seront prises pour augmenter la sécurité des pilotes.
A Magny-Cours, Nigel Mansell revient chez Williams pour épauler Hill, mais il ne peut éviter une nouvelle victoire de Schumacher. L'Anglais prend sa revanche à domicile à Silverstone, après une forte polémique. En effet, Schumacher l'a dépassé lors du tour de formation. Cette manœuvre est interdite et l'Allemand est pénalisé, mais n'obtempère pas car il estime la sanction disproportionnée. Après avoir finalement accepté sa peine, Schumacher finit 2e mais sera disqualifié et suspendu pour deux courses. A Hockenheim, Gerhard Berger offre à Ferrari sa première victoire depuis quatre ans. Schumacher s'impose devant Hill en Hongrie et en Belgique, mais l'Allemand est à nouveau disqualifié à Spa, à cause d'une usure excessive du patin de bois situé sous la voiture. À Monza et Estoril, Schumacher observe sa suspension et Hill ne se prive pas pour remporter ces deux courses grâce notamment à l'aide de son jeune coéquipier David Coulthard. Celui-ci laisse sa place à Nigel Mansell qui termine la saison. Pour son retour à Jerez, Schumacher s'impose devant Hill. A Suzuka, sous la pluie, l'Anglais prend sa revanche au terme d'une prestation mémorable. En arrivant à Adélaïde, Schumacher ne devance Hill que d'un point. Mansell signe la pole position, mais Schumacher et Hill prennent les commandes au départ. Après s'être sorti, Schumacher revient sur la piste et ferme la porte à Hill qui ne peut éviter l'accrochage. Les deux hommes restent sur le carreau et l'Allemand devient champion du monde, alors que Mansell remporte ce qui sera la dernière victoire de sa carrière.

## Classement des pilotes
| Classement | Pilote                 | Points | BRA | PAC | SMA | MON | ESP | CAN | FRA | GBR | ALL | HUN | BEL | ITA | POR | EUR | JAP | AUS |
| ---------- | ---------------------- | ------ | --- | --- | --- | --- | --- | --- | --- | --- | --- | --- | --- | --- | --- | --- | --- | --- |
| Champion   | Michael Schumacher     | 92     | 10  | 10  | 10  | 10  | 6   | 10  | 10  | -   | -   | 10  | -   |     |     | 10  | 6   | -   |
| 2e         | Damon Hill             | 91     | 6   | -   | 1   | -   | 10  | 6   | 6   | 10  | -   | 6   | 10  | 10  | 10  | 6   | 10  | -   |
| 3e         | Gerhard Berger         | 41     | -   | 6   | -   | 4   | -   | 3   | 4   | -   | 10  | -   | -   | 6   | -   | 2   | -   | 6   |
| 4e         | Mika Häkkinen          | 26     | -   | -   | 4   | -   | -   | -   | -   | 4   | -   |     | 6   | 4   | 4   | 4   | -   | -   |
| 5e         | Jean Alesi             | 24     | 4   |     |     | 2   | 3   | 4   | -   | 6   | -   | -   | -   | -   | -   | -   | 4   | 1   |
| 6e         | Rubens Barrichello     | 19     | 3   | 4   | -   | -   | -   | -   | -   | 3   | -   | -   | -   | 3   | 3   | -   | -   | 3   |
| 7e         | Martin Brundle         | 16     | -   | -   | -   | 6   | -   | -   | -   | -   | -   | 3   | -   | 2   | 1   | -   | -   | 4   |
| 8e         | David Coulthard        | 14     |     |     |     |     | -   | 2   |     | 2   | -   | -   | 3   | 1   | 6   |     |     |     |
| 9e         | Nigel Mansell          | 13     |     |     |     |     |     |     | -   |     |     |     |     |     |     | -   | 3   | 10  |
| 10e        | Jos Verstappen         | 10     | -   | -   |     |     |     |     | -   | -   | -   | 4   | 4   | -   | 2   | -   |     |     |
| 11e        | Olivier Panis          | 9      | -   | -   | -   | -   | -   | -   | -   | -   | 6   | 1   | -   | -   | -   | -   | -   | 2   |
| 12e        | Mark Blundell          | 8      | -   | -   | -   | -   | 4   | -   | -   | -   | -   | 2   | 2   | -   | -   | -   | -   | -   |
| 13e        | Heinz-Harald Frentzen  | 7      | -   | 2   | -   | -   | -   | -   | 3   | -   | -   | -   | -   | -   | -   | 1   | 1   | -   |
| 14e        | Nicola Larini          | 6      |     | -   | 6   |     |     |     |     |     |     |     |     |     |     |     |     |     |
| 15e        | Christian Fittipaldi   | 6      | -   | 3   | -   | -   | -   | -   | -   | -   | 3   | -   | -   | -   | -   | -   | -   | -   |
| 16e        | Eddie Irvine           | 6      | -   |     |     |     | 1   | -   | -   | -   | -   | -   | -   | -   | -   | 3   | 2   | -   |
| 17e        | Ukyo Katayama          | 5      | 2   | -   | 2   | -   | -   | -   | -   | 1   | -   | -   | -   | -   | -   | -   | -   | -   |
| 18e        | Éric Bernard           | 4      | -   | -   | -   | -   | -   | -   | -   | -   | 4   | -   | -   | -   | -   | -   |     |     |
| 19e        | Karl Wendlinger        | 4      | 1   | -   | 3   | -   |     |     |     |     |     |     |     |     |     |     |     |     |
| 20e        | Andrea De Cesaris      | 4      |     |     | -   | 3   |     | -   | 1   | -   | -   | -   | -   | -   | -   | -   |     |     |
| 21e        | Pierluigi Martini      | 4      | -   | -   | -   | -   | 2   | -   | 2   | -   | -   | -   | -   | -   | -   | -   | -   | -   |
| 22e        | Gianni Morbidelli      | 3      | -   | -   | -   | -   | -   | -   | -   | -   | 2   | -   | 1   | -   | -   | -   | -   | -   |
| 23e        | Erik Comas             | 2      | -   | 1   | -   | -   | -   | -   | -   | -   | 1   | -   | -   | -   | -   | -   | -   | -   |
| 24e        | Jyrki Järvilehto       | 1      |     |     | -   | -   | -   | 1   |     |     |     |     |     | -   | -   |     | -   | -   |
| 25e        | Michele Alboreto       | 1      | -   | -   | -   | 1   | -   | -   | -   | -   | -   | -   | -   | -   | -   | -   | -   | -   |
| 26e        | Johnny Herbert         | 0      | -   | -   | -   | -   | -   | -   | -   | -   | -   | -   | -   | -   | -   | -   | -   | -   |
| 27e        | Olivier Beretta        | 0      | -   | -   | -   | -   | -   | -   | -   | -   | -   | -   |     |     |     |     |     |     |
| 28e        | Pedro Lamy             | 0      | -   | -   | -   | -   |     |     |     |     |     |     |     |     |     |     |     |     |
| 29e        | Jean-Marc Gounon       | 0      |     |     |     |     |     |     | -   | -   | -   | -   | -   | -   | -   |     |     |     |
| 30e        | Alessandro Zanardi     | 0      |     |     |     |     | -   | -   | -   | -   | -   | -   |     | -   |     | -   | -   | -   |
| 31e        | David Brabham          | 0      | -   | -   | -   | -   | -   | -   | -   | -   | -   | -   | -   | -   | -   | -   | -   | -   |
| 32e        | Mika Salo              | 0      |     |     |     |     |     |     |     |     |     |     |     |     |     |     | -   | -   |
| 33e        | Roland Ratzenberger    | 0      | -   | -   | -   |     |     |     |     |     |     |     |     |     |     |     |     |     |
| 34e        | Franck Lagorce         | 0      |     |     |     |     |     |     |     |     |     |     |     |     |     |     | -   | -   |
| 35e        | Yannick Dalmas         | 0      |     |     |     |     |     |     |     |     |     |     |     | -   | -   |     |     |     |
| 36e        | Philippe Adams         | 0      |     |     |     |     |     |     |     |     |     |     | -   |     | -   |     |     |     |
| 37e        | Domenico Schiattarella | 0      |     |     |     |     |     |     |     |     |     |     |     |     |     | -   |     | -   |
| 38e        | Bertrand Gachot        | 0      | -   | -   | -   | -   | -   | -   | -   | -   | -   | -   | -   | -   | -   | -   | -   | -   |
| 39e        | Ayrton Senna           | 0      | -   | -   | -   |     |     |     |     |     |     |     |     |     |     |     |     |     |
| 40e        | Hideki Noda            | 0      |     |     |     |     |     |     |     |     |     |     |     |     |     | -   | -   | -   |
| 41e        | Paul Belmondo          | 0      | -   | -   | -   | -   | -   | -   | -   | -   | -   | -   | -   | -   | -   | -   | -   | -   |
| 42e        | Philippe Alliot        | 0      |     |     |     |     |     |     |     |     |     | -   | -   |     |     |     |     |     |
| 43e        | Aguri Suzuki           | 0      |     | -   |     |     |     |     |     |     |     |     |     |     |     |     |     |     |
| 44e        | Taki Inoue             | 0      |     |     |     |     |     |     |     |     |     |     |     |     |     |     | -   |     |
| 45e        | Jean-Denis Delétraz    | 0      |     |     |     |     |     |     |     |     |     |     |     |     |     |     |     | -   |
| 46e        | Andrea Montermini      | 0      |     |     |     |     | -   |     |     |     |     |     |     |     |     |     |     |     |

## Classement des constructeurs
| Classement | Constructeurs     | Points | BRA | PAC | SMA | MON | ESP | CAN | FRA | GBR | ALL | HUN | BEL | ITA | POR | EUR | JAP | AUS |
| ---------- | ----------------- | ------ | --- | --- | --- | --- | --- | --- | --- | --- | --- | --- | --- | --- | --- | --- | --- | --- |
| Champion   | Williams-Renault  | 118    | 6   | -   | 1   | -   | 10  | 8   | 6   | 12  | -   | 6   | 13  | 11  | 16  | 6   | 13  | 10  |
| 2e         | Benetton-Ford     | 103    | 10  | 10  | 10  | 10  | 6   | 11  | 10  | -   | -   | 14  | 4   | -   | 2   | 10  | 6   | -   |
| 3e         | Ferrari           | 71     | 4   | 6   | 6   | 6   | 3   | 7   | 4   | 6   | 10  | -   | -   | 6   | -   | 2   | 4   | 7   |
| 4e         | McLaren-Peugeot   | 42     | -   | -   | 4   | 6   | -   | -   | -   | 4   | -   | 3   | 6   | 6   | 5   | 4   | -   | 4   |
| 5e         | Jordan-Hart       | 28     | 3   | 4   | -   | 3   | 1   | -   | -   | 3   | -   | -   | -   | 3   | 3   | 3   | 2   | 3   |
| 6e         | Ligier-Renault    | 13     | -   | -   | -   | -   | -   | -   | -   | -   | 10  | 1   | -   | -   | -   | -   | -   | 2   |
| 7e         | Tyrrell-Yamaha    | 13     | 2   | -   | 2   | -   | 4   | -   | -   | 1   | -   | 2   | 2   | -   | -   | -   | -   | -   |
| 8e         | Sauber-Mercedes   | 12     | 1   | 2   | 3   | -   | -   | -   | 4   | -   | -   | -   | -   | -   | -   | 1   | 1   | -   |
| 9e         | Arrows-Ford       | 9      | -   | 3   | -   | -   | -   | -   | -   | -   | 5   | -   | 1   | -   | -   | -   | -   | -   |
| 10e        | Minardi-Ford      | 5      | -   | -   | -   | 1   | 2   | -   | 2   | -   | -   | -   | -   | -   | -   | -   | -   | -   |
| 11e        | Larrousse-Ford    | 2      | -   | 1   | -   | -   | -   | -   | -   | -   | 1   | -   | -   | -   | -   | -   | -   | -   |
| 12e        | Lotus-Mugen-Honda | 0      | -   | -   | -   | -   | -   | -   | -   | -   | -   | -   | -   | -   | -   | -   | -   | -   |
| 13e        | Simtek-Ford       | 0      | -   | -   | -   | -   | -   | -   | -   | -   | -   | -   | -   | -   | -   | -   | -   | -   |
| 14e        | Pacific-Ford      | 0      | -   | -   | -   | -   | -   | -   | -   | -   | -   | -   | -   | -   | -   | -   | -   | -   |